# Embraer EMB 314 Super Tucano
El Embraer EMB 314 Super Tucano (Súper tucán en español), también llamado ALX o A-29 por la Fuerza Aérea Brasileña, es un avión de combate a turbohélice diseñado para el ataque a tierra, apoyo aéreo cercano, contrainsurgencia y entrenamiento básico de pilotos, provisto de modernos equipos de aviónica y sistemas de armas desarrollado en Brasil. Es usado principalmente por la Fuerza Aérea Brasileña, la Fuerza Aérea Colombiana, la Fuerza Aérea de Chile y la Fuerza Aérea Dominicana. Además es utilizado como entrenador para monitorear operaciones en la Cuenca del Amazonas. El A-29 Super Tucano lleva una amplia variedad de armas, incluidas municiones guiadas de precisión, y fue diseñado para ser un sistema de bajo coste operado en entornos de baja amenaza.

## Desarrollo y diseño

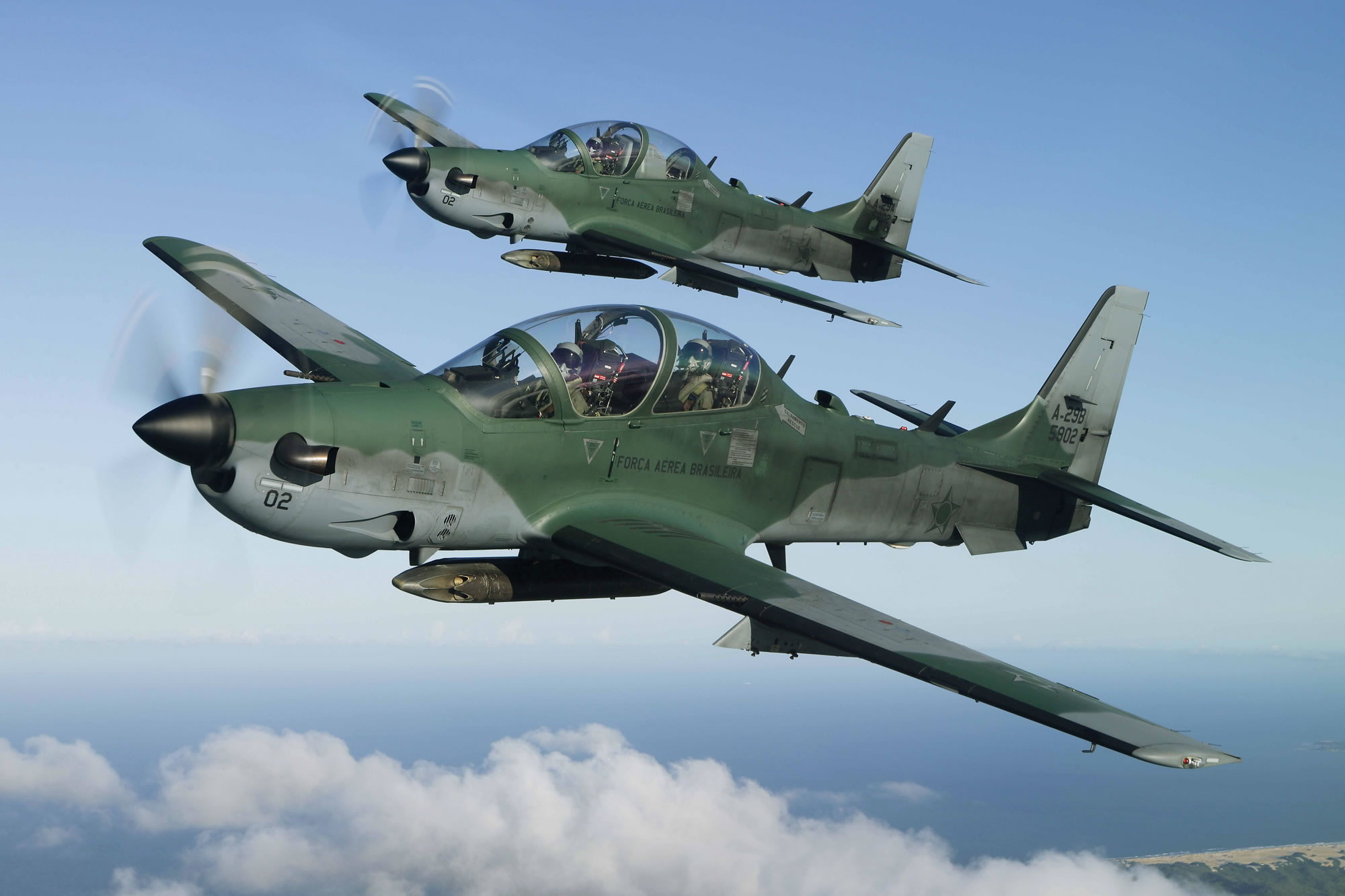
Dos Super Tucano volando en 2009.

Brasil necesitaba un avión de ataque a tierra ligero para complementar a su Fuerza Aérea. La solicitud para la compra de un avión de ataque ligero era parte del proyecto SVA (Sistema de Vigilancia Amazónica) del Gobierno brasileño. Este avión tendría que volar con los aviones R-99A y R-99B, actualmente en servicio, y se encargaría de la interceptación de vuelos ilegales de aeronaves, control del contrabando, tráfico de drogas y el patrullaje de las fronteras de Brasil.
El Proyecto ALX fue creado entonces por la Fuerza Aérea Brasileña, que también tenía la necesidad de un avión de entrenamiento militar, de alta maniobrabilidad, fácil manejo y buen rendimiento en vuelo, a media y baja altitud, para poder reemplazar al anterior Embraer EMB 326GB Xavante. El proyecto del nuevo avión era adecuado para la región amazónica, podía resistir altas temperaturas, humedad y precipitaciones, con amenazas bajas.
El ALX se diseñó como un avión de alas rectas, de buen desempeño de vuelo a media y baja altitud, con un motor turbohélice, un largo alcance y autonomía de vuelo, que puede transportar 3 depósitos de combustible externos, uno bajo el fuselaje central y dos bajo las alas, que puede operar en todo tipo de clima, durante el día y la noche, y capaz de aterrizar en pistas de aterrizaje cortas, que carecen de mayores infraestructuraes, aeropuertos comerciales, pistas de aterrizaje de segundo nivel, carreteras y caminos de tierra.
Tiene una cabina moderna con instrumentos de navegación digitales y una computadora de batalla, ideada para lanzar bombas guiadas por láser, bombas convencionales de caída libre y cohetes; la cubierta de la carlinga en forma de cúpula, diseñada para obtener una buena visibilidad, algo muy necesario para vuelos bajos entre las montañas y misiones de penetración profunda para atacar dentro de territorio enemigo, se abre hacia el costado derecho, para que la tripulación pueda ingresar a la cabina por el costado izquierdo; está equipado con modernos asientos de eyectables de velocidad y altitud cero, comparables a los que tienen los aviones de caza supersónicos.
El primer vuelo de un avión Super Tucano de producción en serie, de un solo asiento, se produjo el 2 de junio de 1999, mientras que el primer vuelo de la versión biplaza de dos asientos se llevó a cabo el 22 de octubre del mismo año.

### Componentes

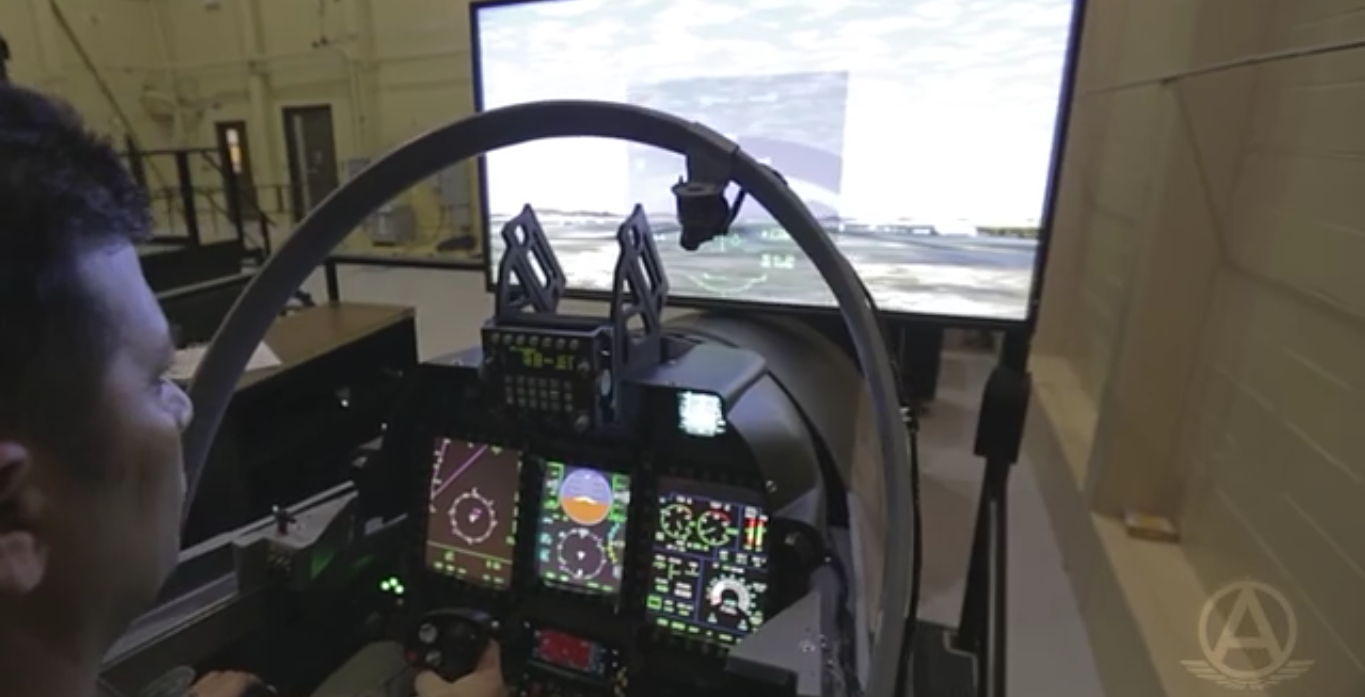
Simulador en 2015.

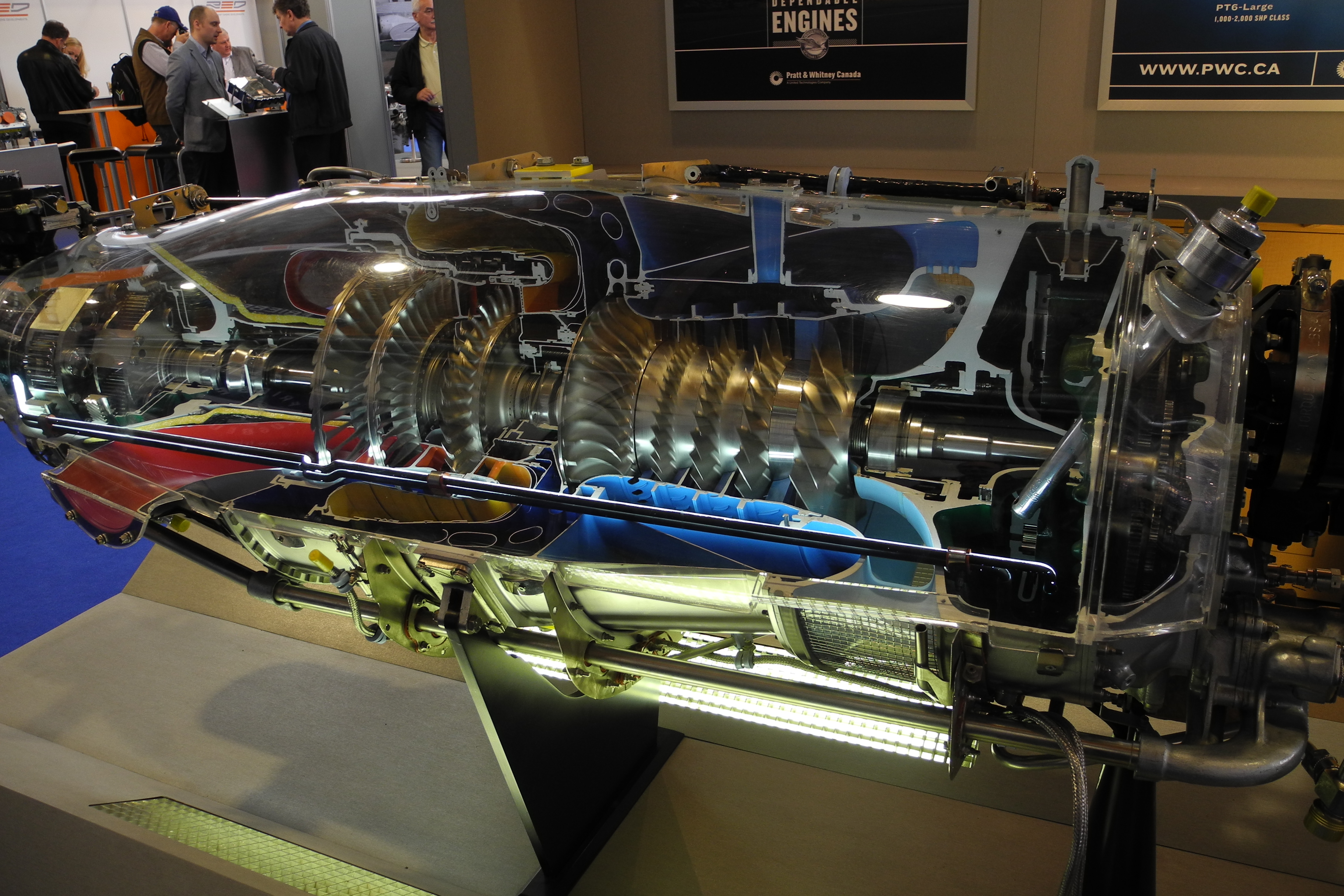
PT6.

Leyenda:  Canadá -  Reino Unido

#### Electrónica
| Sistema           | País                    | Fabricante   | Notas                          |
| ----------------- | ----------------------- | ------------ | ------------------------------ |
| Sistema de escape | Bandera del Reino Unido | Martin-Baker | Asiento eyectable modelo Mk.10 |

#### Propulsión
| Sistema | País              | Fabricante             | Notas        |
| ------- | ----------------- | ---------------------- | ------------ |
| Motor   | Bandera de Canadá | Pratt & Whitney Canada | 1 × PT6A-68C |

## Historia operacional
- El 1 de marzo de 2008, una escuadrilla de aviones Super Tucano de la Fuerza Aérea Colombiana participó en la Operación Fénix en territorio ecuatoriano, donde fue abatido Raúl Reyes, de las FARC-EP. Al parecer, en esta misión los Super Tucano usaron bombas Griffin-3 NG-LGB de guía láser y cohetes de 4×70 mm.
- El 22 de septiembre de 2010, nuevamente un escuadrón de aviones Super Tucano de la Fuerza Aérea Colombiana participó en la Operación Sodoma, donde fue abatido Víctor Julio Suárez Rojas, alias "El Mono Jojoy", un cabecilla de la organización FARC.
- Han participado en varias misiones de vigilancia, interdicción aérea contra aviones utilizados por narcotraficantes, entrenamiento de nuevos pilotos de la academia de vuelo, prácticas de ataque a tierra para el apoyo de las tropas de combate, contra el narcotráfico en Ecuador, República Dominicana y Colombia, escolta de aviones de fumigación contra cultivos de drogas y avión escolta de helicópteros de combate, transporte de tropas y rescate en las zonas de batalla.
- El 11 de julio del 2012, un avión de la Fuerza Aérea Colombiana, que volaba sobre el municipio de Jambaló, Departamento del Cauca, cayó, causando la muerte a sus dos tripulantes. No se han establecido las causas del accidente, que continúan bajo investigación.
- En 2011, el Super Tucano fue declarado ganador del concurso de contratos de Apoyo Aéreo Ligero de los Estados Unidos, y en 2013 se compraron veinte aviones para la Fuerza Aérea Afgana.[5] Los primeros cuatro aviones arribaron al país en enero de 2016, al año siguiente realizaron cerca de 2000 incursiones aéreas, unas 40 semanales con récord en octubre, con más de 80 misiones en una sola semana. En 2018, la AAF tenía 12 A-29 en servicio y utilizó una bomba GBU-58 Paveway II en combate, lo que marcó la primera vez que el Ejército afgano lanzaba un arma guiada por láser contra los talibán.[6] En agosto de 2021, durante la caída de Kabul, algunos pilotos afganos huyeron del país, llevándose un número desconocido de aviones, incluidos A-29, y al menos un Super Tucano fue capturado por los talibán en el aeropuerto Mazar-i-Sharif International.[7]

## Variantes
A-29A
Monoplaza para ataque a tierra, reconocimiento armado y apoyo aéreo cercano, con capacidad para interceptar y destruir aeronaves de bajo rendimiento.
A-29B
Biplaza para las mismas tareas que la versión monoplaza, y además usada para control aéreo avanzado y entrenamiento básico.
A-29N
Propuesta de biplaza mejorado con aviónica de estándar OTAN.

## Operadores
Afganistán

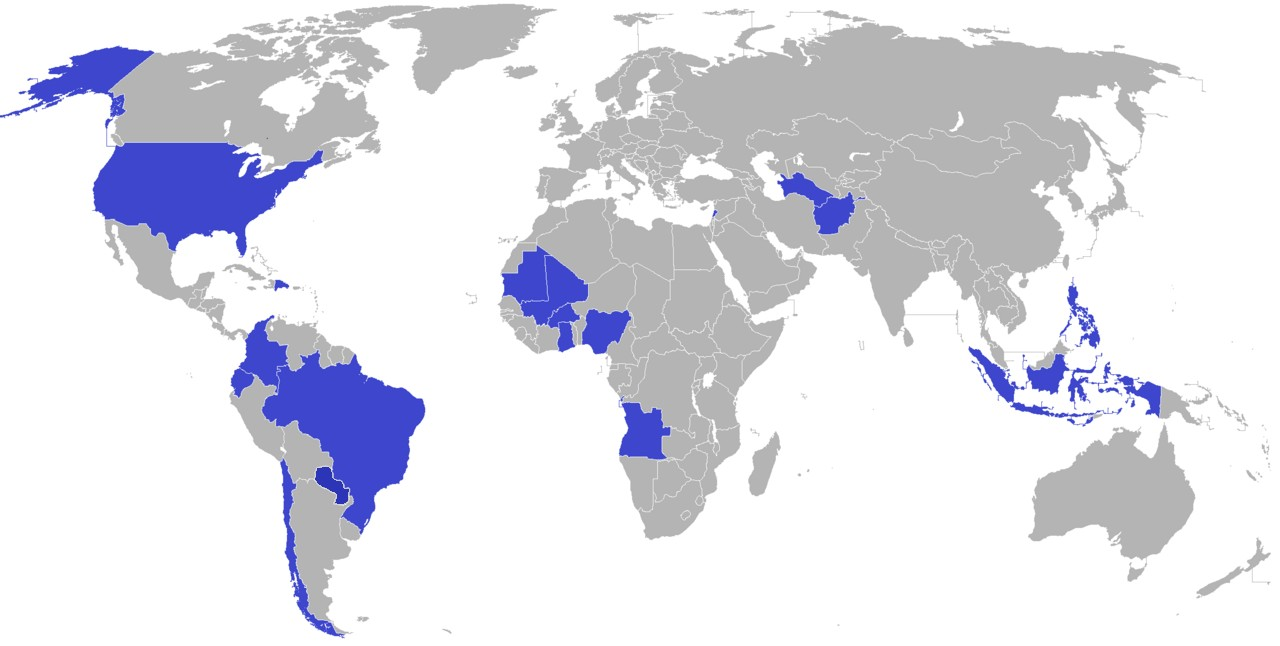
Países operadores del avión Embraer EMB 314 Super Tucano.

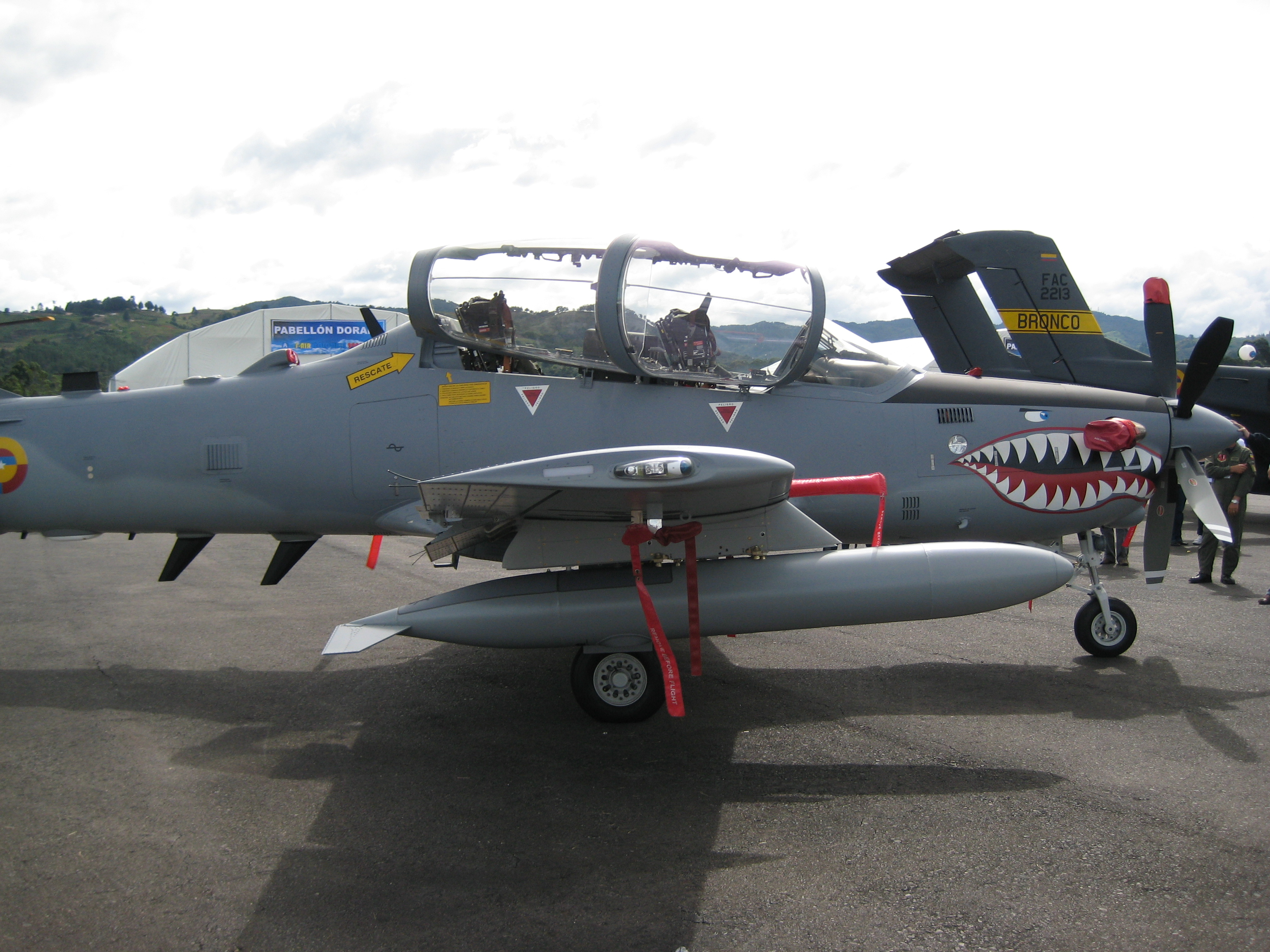
Un A-29 Super Tucano de la Fuerza Aérea Colombiana durante la exhibición aérea F-Air de 2008.

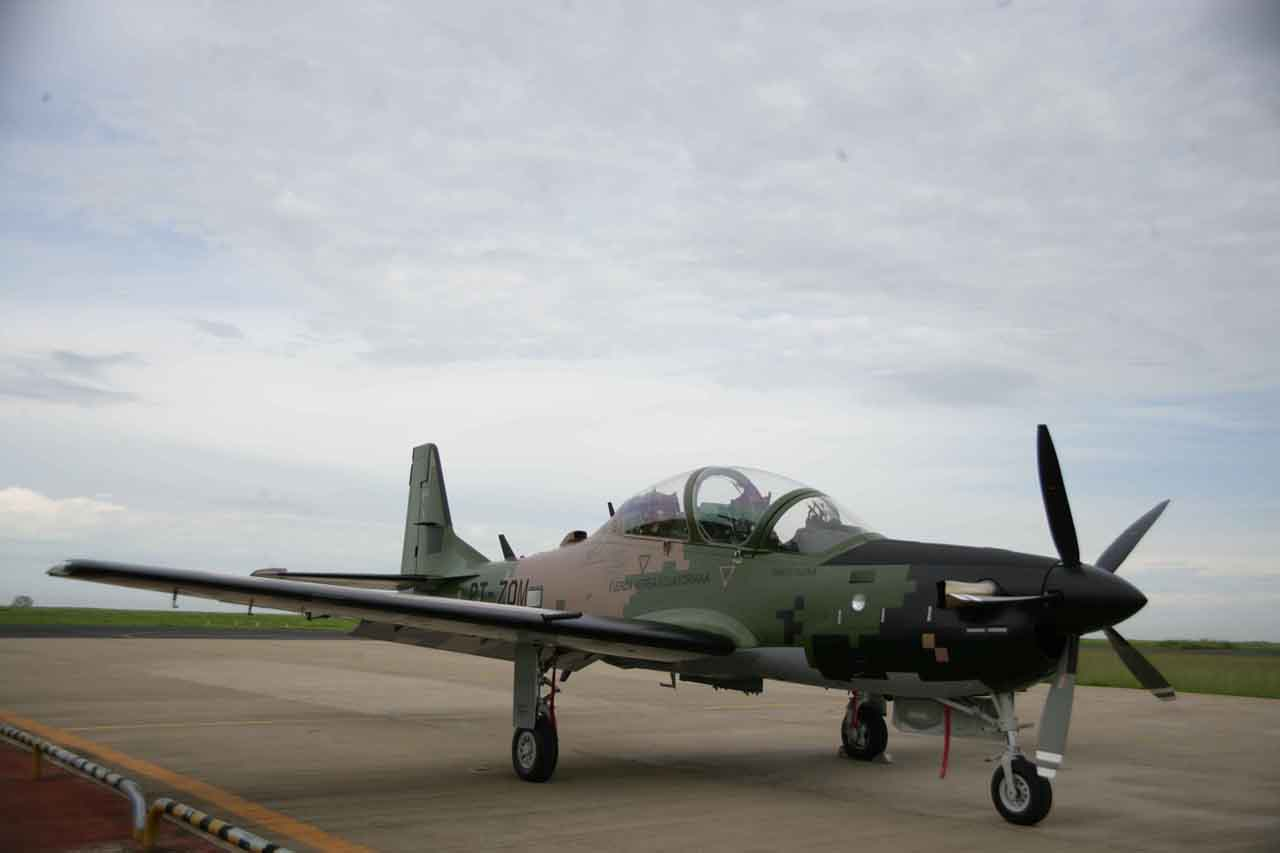
A-29B Super Tucano de la Fuerza Aérea Ecuatoriana.

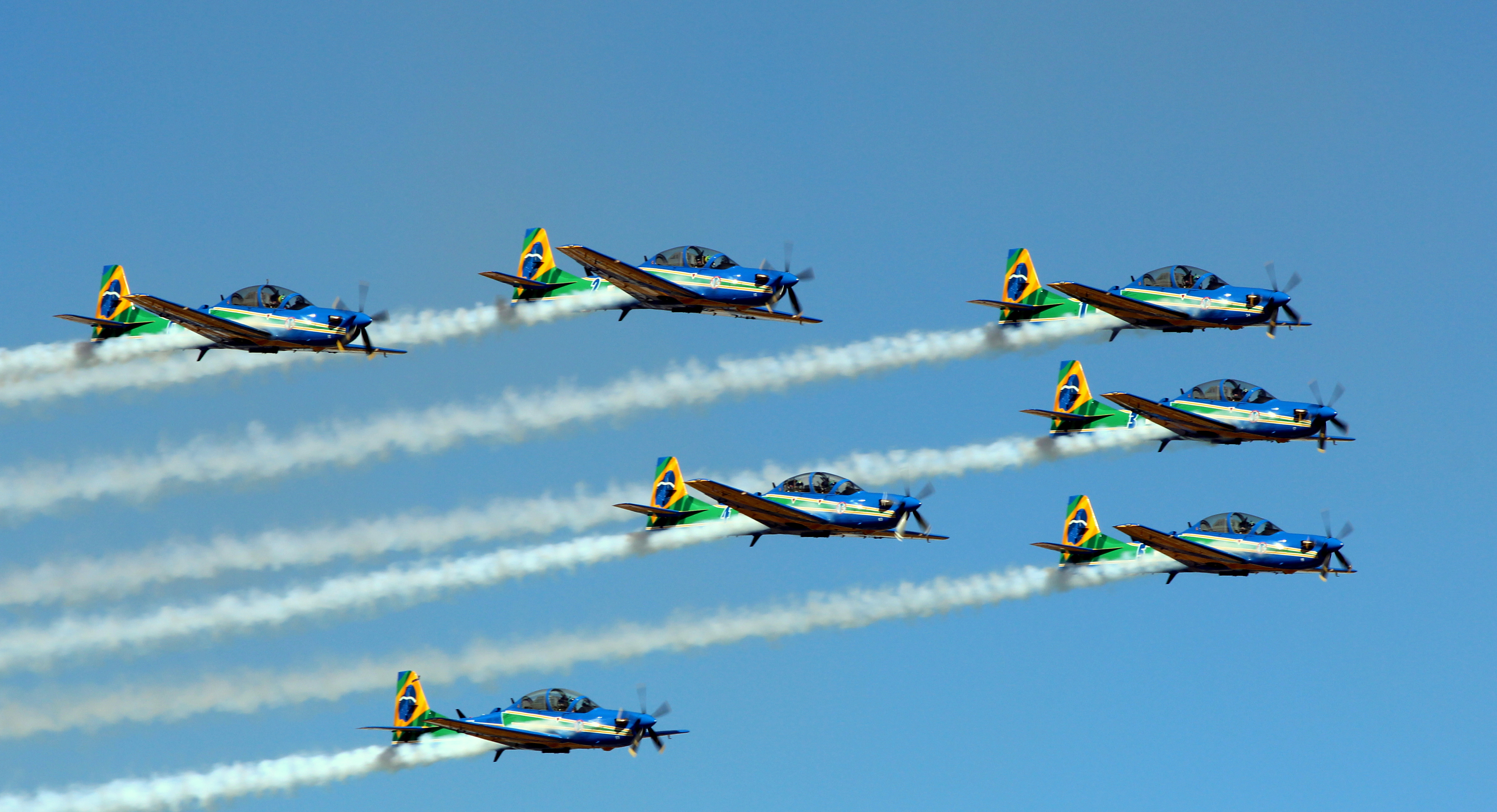
EMB-314 en la Esquadrilha da Fumaça

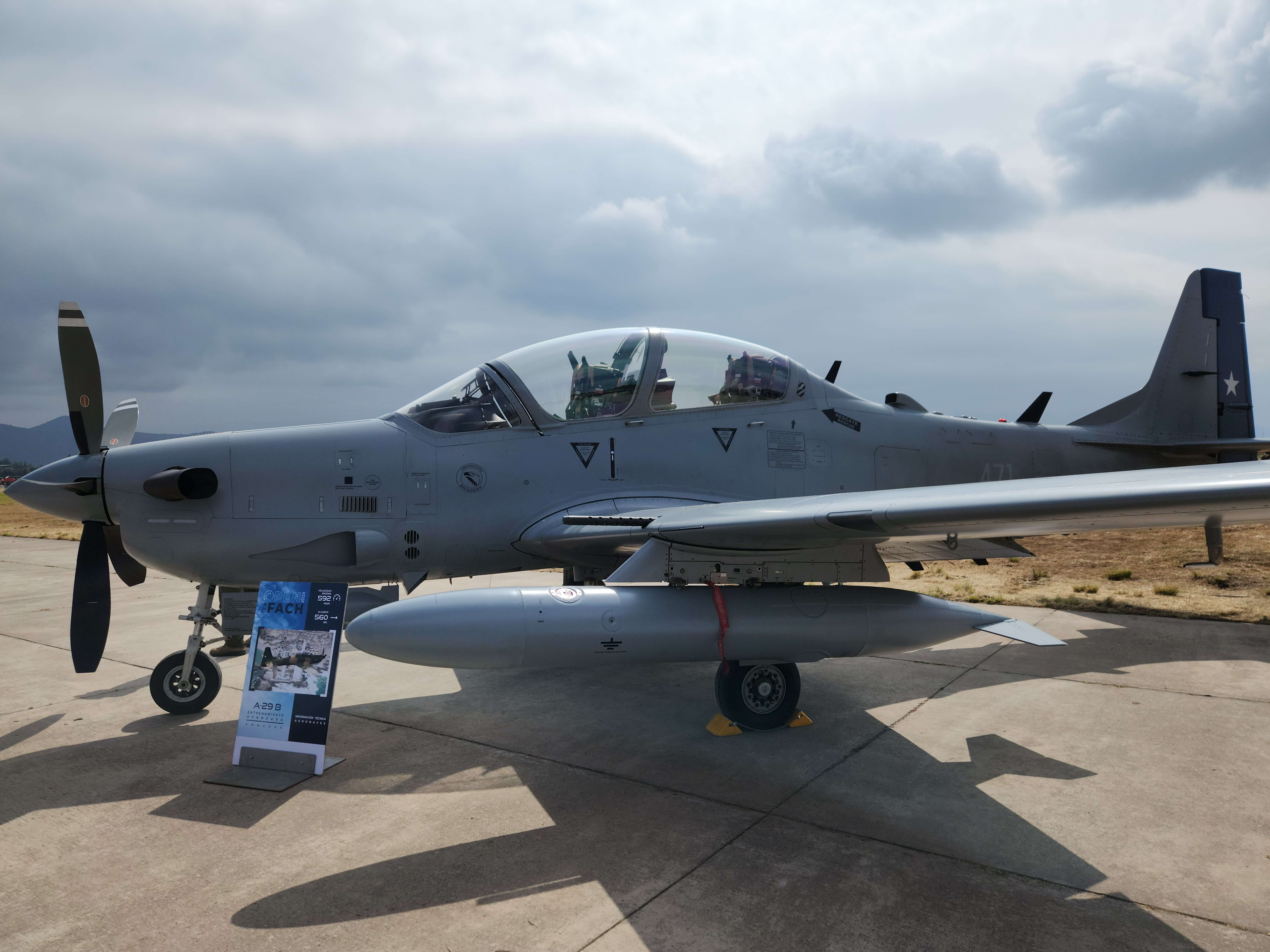
A-29B Super Tucano de la Fuerza Aérea de Chile durante la exhibición en la OPEN FACH 2023.

- Fuerza Aérea Afgana: 23 en servicio aportados por Estados Unidos. Uno perdido en accidente en la provincia de Baglán en 2020, la tripulación se eyectó y fue rescatada,[8] y otro en Uzbekistán en 2021, por colisión en vuelo con un MiG-29 de la Fuerza Aérea Uzbeka, los tripulantes se eyectaron.[9]

 Angola
- Fuerza Aérea de Angola: 6 pedidos y en proceso de entrega.[10]

 Brasil
- Fuerza Aérea Brasileña: 100 en servicio.[11]

 Burkina Faso
- Fuerza Aérea de Burkina Faso: 3 aviones.[12]

 Chile
- Fuerza Aérea de Chile: 24 activos. En septiembre de 2020 se hizo entrega de 2 nuevas unidades.[13][14]

 Colombia
- Fuerza Aérea de Colombia: tiene 24 en servicio. Fueron entregados 25, pero uno de ellos tuvo un accidente el 11 de julio de 2012. Fueron los primeros aviones del modelo en entrar en combate real. Todas las aeronaves fueron entregadas en el año 2008 y reemplazaron a los Rockwell OV-10 Bronco.[15]

 República Dominicana
- Fuerza Aérea Dominicana: 8 unidades en servicio. Terminadas de entregar en octubre de 2010.

 Ecuador
- Fuerza Aérea Ecuatoriana: en total se recibieron 18, pero uno se accidentó en marzo de 2012. Hasta la fecha, quedan 17 aviones en servicio.

 Estados Unidos
- Armada de los Estados Unidos: 1 avión arrendado para pruebas.
- Programa LAS (Light Air Support): 20 aviones encargados por el gobierno de los Estados Unidos, entregados y transferidos a la aviación de Afganistán. Las otras 8 unidades solicitadas permanecerían en territorio estadounidense para el entrenamiento de pilotos en la base de Moody.[16][17][18]
- Fuerza Aérea de los Estados Unidos: 6 aviones en el Mando de Operaciones Especiales de los Estados Unidos.[19]

 Filipinas
- Fuerza Aérea Filipina: en septiembre de 2020 se entregaron las primeras 4 unidades de las 6 ordenadas inicialmente en 2017.[14]

 Ghana
- Fuerza Aérea de Ghana: 5 aeronaves encargadas y en proceso de entrega.[20]

 Indonesia
- Fuerza Aérea de Indonesia:. 16 unidades pedidas para reemplazar a los Rockwell OV-10F Bronco.[21]

 Líbano
- Fuerzas Armadas del Líbano: 6 unidades equipadas con sistemas de monitoreo nocturno.

 Mali
- Fuerza Aérea de Malí: 4 unidades adquiridas en 2018 equipadas con sistemas de monitoreo nocturno.

 Mauritania
- Fuerza Aérea de Mauritania: 3 aeronaves.[22]

 Nigeria
- Fuerza Aérea Nigeriana: 12 aeronaves.[23]

 Paraguay
- Fuerza Aérea Paraguaya: 6 aeronaves encargadas.[24]

 Turkmenistán
- Fuerza Aérea de Turkmenistán: 6 aeronaves entregadas a partir de 2020.[25]

 Uruguay
- Fuerza Aérea Uruguaya: 6 aeronaves encargadas.[26]

### Potenciales operadores
Bolivia
- Fuerza Aérea Boliviana: desde el año 2009, Brasil ha intentado varias veces y con mucha insistencia tratar de vender sus aviones Super Tucano a Bolivia, pero sin embargo sus intentos no han tenido éxito.[27][28] Inclusive el 31 de mayo de 2012, unas 7 aeronaves brasileñas pertenecientes a la Esquadrilha da Fumaça viajaron hasta Bolivia para estar presentes en el 60 aniversario del Colegio Militar de Aviación (COLMILAV), con la finalidad de demostrar en dicho evento sus acrobacias aéreas ante el Presidente de Bolivia y todo el público en general, pero en ese momento no hubo interés por parte de las autoridades bolivianas en adquirir dicha aeronave. Sólo unos tres años después, el 29 de abril de 2015, el comandante de la Fuerza Aérea Boliviana (FAB) anunciaba oficialmente ante toda la prensa que el país estaba analizando comprar por lo menos unas 20 aeronaves Super Tucano que requería la FAB.[29] El 22 de noviembre de 2016, el Ministro de Defensa de Bolivia Reymi Ferreira Justiniano viajó a Brasil para reunirse con el ministro brasileño de defensa Raúl Jungmann, con el objetivo de llegar a un acuerdo comercial para la adquisición de los aviones Super Tucano, pero, sin embargo, las negociaciones no avanzaron más allá de las buenas intenciones, pues cabe recordar que apenas unos 5 años atrás (en 2011) Bolivia ya había comprado a China los nuevos aviones de ataque ligero y entrenamiento avanzado K-8 Karakorum, que funcionan con un motor a reacción, y no con uno de turbohélice, como lo hacen los Tucano.[30]

 Honduras
- Fuerza Aérea Hondureña

 Portugal
- Fuerza Aérea Portuguesa

 Venezuela
- Aviación Militar Bolivariana de Venezuela

 Panamá
- Servicio Nacional Aeronaval: en la sesión del Consejo de Gabinete del 11 de marzo se aprobó la Resolución n.º 05-25 de contrataciones mediante procedimiento excepcional para que al Servicio Nacional Aeronaval (Senan) se le suministraran 4 aeronaves A-29 Super Tucano por un valor de 78,2 millones de dólares, con Embraer, S.A., un fabricante aeronáutico brasileño.[31]

## Especificaciones

### Características generales
- Tripulación: Uno (A-29A), dos (A-29B)
- Longitud: 11,3 m (37,2 ft)
- Envergadura: 11,1 m (36,5 ft)
- Altura: 4 m (13 ft)
- Peso vacío: 3020 kg (6656,1 lb)
- Peso cargado: 4520 kg (9962,1 lb)
- Peso máximo al despegue: 5400 kg (11 901,6 lb)
- Planta motriz: 1× turbohélice Pratt & Whitney Canada PT6A-68C.
  - Potencia: 1193 kW (1645 HP; 1622 CV)
- Hélices: 1× Hartzell HC-B5MA-2 de 5 palas por motor.

### Rendimiento
- Velocidad máxima operativa (Vno): 654 km/h (406 MPH; 353 kt)
- Velocidad de entrada en pérdida (Vs): 148 km/h (92 MPH; 80 kt)
- Alcance: 4820 km (2603 nmi; 2995 mi)
- Techo de vuelo: 10 670 m (35 007 ft)
- Régimen de ascenso: 24 m/s (4724 ft/min)

### Armamento
- Armas de proyectiles: 

  - Internas (situadas en las alas):

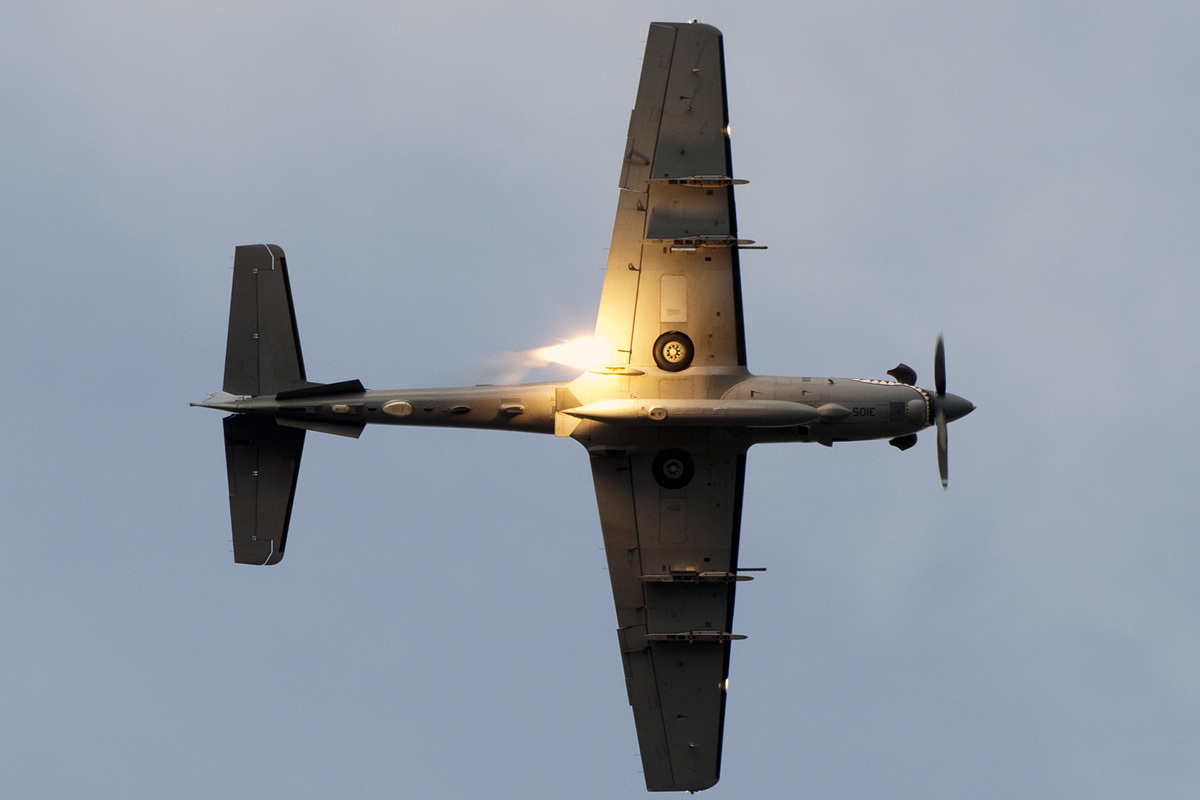
Un Súper Tucano colombiano despliega bengalas.

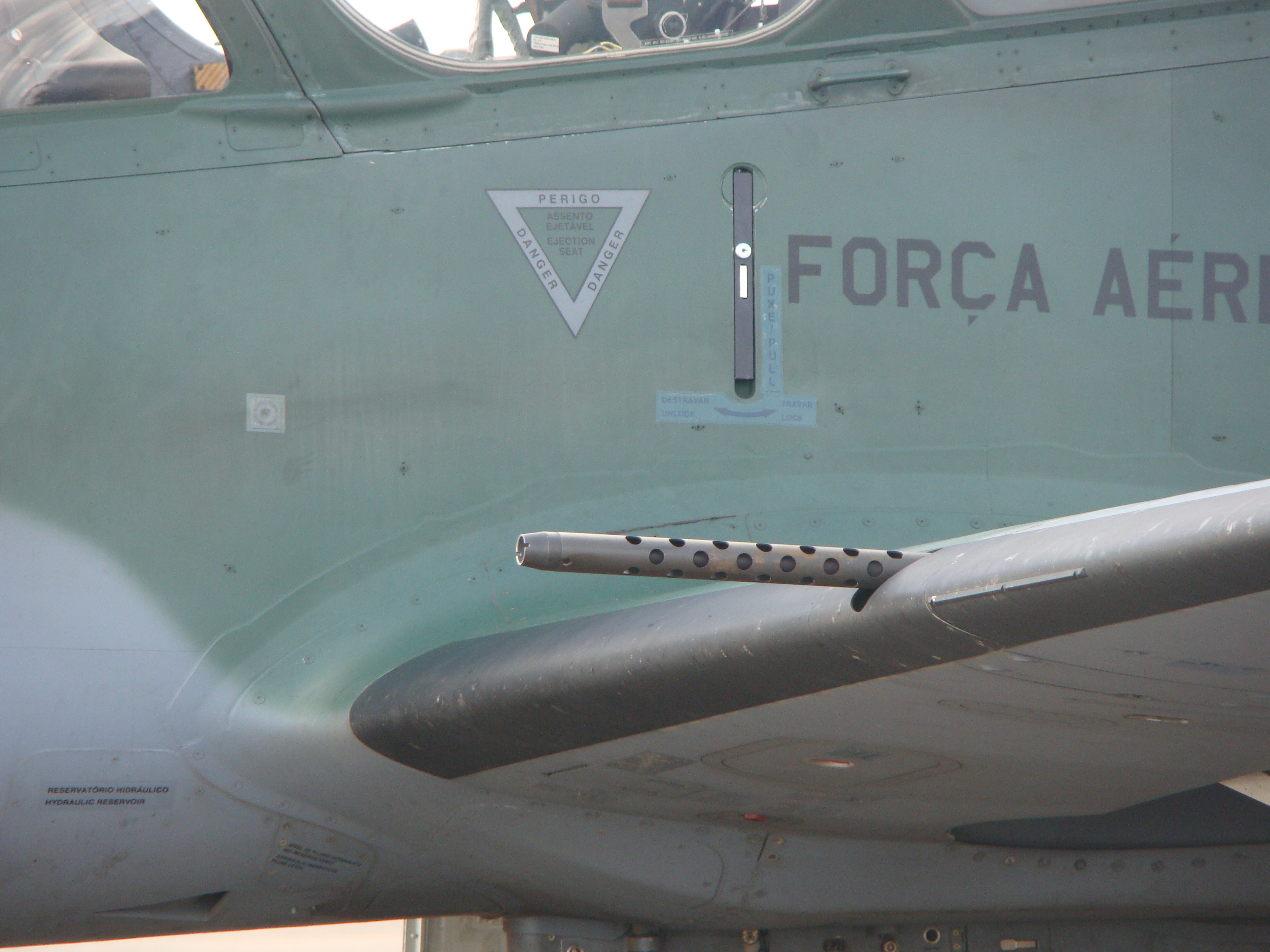
Cada ala puede cargarse con 200 balas para la ametralladora FN Herstal M3P de 12,7 mm (0,50 pulgadas), que tiene una velocidad de disparo de hasta 1.100 balas por minuto.

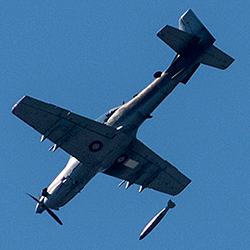
Los pilotos del 81.º Escuadrón de Cazas estadounidense lanzan una bomba de entrenamiento inerte de 500 libras desde un A-29 Super Tucano en el campo de tiro cerca de la Base de la Fuerza Aérea Moody, en Georgia.

    - 2× FN Herstal M3P de 12,7 mm con 200 disparos y con una cadencia de 950 dpm

  - Contenedores:
    - 1× cañón automático GIAT M20A1 de 20 mm en un contenedor bajo el fuselaje
    - 3× ametralladora FN Herstal HMP M3P de 12,7 mm en un contenedor bajo el fuselaje y 2 bajo las alas
    - 4x ametralladoras Dillon Aero M134 Minigun de 7,62 mm con una cadencia de 3000 dpm bajo las alas (en desarrollo)

Está habilitado para llevar 1500 kg de armas externas en cinco soportes bajo el fuselaje y alas, incluyendo un amplio abanico de misiles aire-tierra como el AGM-65 Maverick, además de cohetes y bombas guiadas. También puede ser armado con misiles aire-aire del tipo AIM-9 Sidewinder, MAA-1 Piranha y Python 3 o 4 para ejecutar acciones de intercepción y eventual derribo de aviones o helicópteros en el marco de operaciones contra el narcotráfico y otras actividades ilegales.
- Bombas: 

  - Bombas convencionales:
    - 5x Mk 81
    - 5x Mk 82
    - 2x M-117

  - Bombas incendiarias:
    - BINC-300

  - Bombas de racimo:
    - BLG-252

  - Bombas guiadas de precisión:
    - FPG-82
    - SMKB-82
    - GBU-54
    - GBU-38 (en desarrollo)
    - GBU-39 (en desarrollo)
    - Paveway II
    - Lizard–Elbit kit de guía láser
    - Griffin–IAI kit de guía láser
- Otros:
  - Chaff & Bengalas (contramedidas)
  - FLIR AN/AAQ-22 Star SAFIRE III (Electro-Optical/Infrared Sensors)
- Misiles: 

  - Misiles aire-aire:
    - AIM-9L Sidewinder
    - MAA-1A Piranha
    - MAA-1B Piranha (en desarrollo)
    - Python 3
    - Python 4

  - Misiles aire-tierra:
    - AGM-65 Maverick
    - Delilah AL

### Aviónica
- MIL-STD-1553
- NVG ANVIS-9 (visión nocturna)
- CCIP/CCRP/CCIL/DTOS/LCOS/SSLC (Modos de Ataque Computerizados)
- Rohde & Schwarz M3AR VHF/UHF, transceptor aéreo (encriptado bidireccional)
- HUD/HOTAS
- HMD con UFCP (Up Front Control Panel)
- Láser INS con GPS Navigational System
- CMFD (Colored Multi-Function Display), matriz activa de cristal líquido
- Radiocomunicaciones y navegación integrados
- Cámara de vídeo
- Piloto automático con capacidad de planificación de misión
- Stormscope WX-1000E (Sistema Aerotransportado de mapeo meteorológico)
- Telémetro/designador láser
- WiPak

## Aeronaves relacionadas

### Desarrollos relacionados
- Embraer EMB 312 Tucano
- Short Tucano

### Aeronaves similares
- FMA IA-58 Pucará
- KAI KT-1
- Calidus B-250
- Beechcraft T-6 Texan II
- Piper PA-48 Enforcer
- US Aircraft A-67 Dragon
- PZL-130 Orlik
- UTVA Kobac
- Pilatus PC-9M
- Pilatus PC-21
- TAI Hürkuş

### Secuencias de designación
- Secuencia EMB _ (interna de Embraer): ← EMB 120 Brasilia - EMB 121 Xingu - EMB 312 Tucano - EMB 314 Super Tucano - EMB 326 - C-390 Millennium (EMB 390) - EMB 400 →
- Secuencia A-_ (Aviones de Ataque estadounidenses, serie no secuencial, 1962-presente): ← F/A-18/E/F/G - F/A-22 - A-26 - A-29 - A-37